# Tornei di tennis maschili nel 1962
Prima della nascita della cosiddetta "Era Open" del tennis, ossia l'apertura ai tennisti professionisti dei tornei che prima di quell'anno erano riservati ai tennisti dilettanti. Nel 1962 i tornei si distinguevano in pro e amatoriali: ai primi potevano partecipare solo i giocatori professionisti, mentre ai secondi potevano partecipare solo i tennisti dilettanti. Tutti i tornei più importanti erano amatoriali tra questi c'erano i tornei del Grande Slam: gli Australian Championships, gli Internazionali di Francia, il Torneo di Wimbledon e gli U.S. National Championships.

## Calendario

### Legenda
| Tornei amatoriali       |
| Tornei professionistici |
| Tornei del Grande Slam  |

### Gennaio
| Settimana  | Torneo                                                                              | Vincitore                                     | Finalista                  | Semifinalisti               | Eliminati ai quarti |
| ---------- | ----------------------------------------------------------------------------------- | --------------------------------------------- | -------------------------- | --------------------------- | ------------------- |
| gennaio    | New Zealand Championships 1962 Auckland, Nuova Zelanda Singolare - Doppio           | Lew Gerrard 8-6 7-5 6-1                       | Ian Sinclair Crookenden    |                             |                     |
| gennaio    | New Zealand Championships 1962 Auckland, Nuova Zelanda Singolare - Doppio           |                                               |                            |                             |                     |
| 2 gennaio  | Sydney Manly Seaside Championships 1962 Sydney, Australia Singolare - Doppio        | Rod Laver 6-3 6-3                             | Bob Hewitt                 |                             |                     |
| 2 gennaio  | Sydney Manly Seaside Championships 1962 Sydney, Australia Singolare - Doppio        | Bob Hewitt Fred Stolle 6-2 8-6                | Neale Fraser Ken Fletcher  |                             |                     |
| 6 gennaio  | Border Championships 1962 East London, Sudafrica Singolare - Doppio                 | Bob Mark 8-10 6-2 7-5 6-1                     | Abe Segal                  |                             |                     |
| 6 gennaio  | Border Championships 1962 East London, Sudafrica Singolare - Doppio                 |                                               |                            |                             |                     |
| 13 gennaio | South Australian Pro Championships 1962 Adelaide, Australia Erba Singolare - Doppio | Ken Rosewall 7-9 6-3 12-10 6-4                | Andrés Gimeno              |                             |                     |
| 13 gennaio | South Australian Pro Championships 1962 Adelaide, Australia Erba Singolare - Doppio | Tony Trabert Frank Sedgman 3-6 10-8 6-4       | Ken Rosewall Lew Hoad      |                             |                     |
| 15 gennaio | Australian Championships 1962 Sydney, Australia Singolare - Doppio                  | Rod Laver 8-6 0-6 6-4 6-4                     | Roy Emerson                |                             |                     |
| 15 gennaio | Australian Championships 1962 Sydney, Australia Singolare - Doppio                  | Roy Emerson Neale Fraser 4-6 4-6 6-1 6-4 11-9 | Bob Hewitt Fred Stolle     |                             |                     |
| 15 gennaio | Mysore State Championships 1962 Bangalore, India Singolare - Doppio                 | Ramanathan Krishnan 1-6 6-1 6-3 6-3           | William Knight             |                             |                     |
| 15 gennaio | Mysore State Championships 1962 Bangalore, India Singolare - Doppio                 |                                               |                            |                             |                     |
| 15 gennaio | Western Province Championships 1962 Città del Capo, Sudafrica Singolare - Doppio    | Mike Sangster 6-3 6-3 1-6 6-3                 | Gaetan Koenig              |                             |                     |
| 15 gennaio | Western Province Championships 1962 Città del Capo, Sudafrica Singolare - Doppio    |                                               |                            |                             |                     |
| 15 gennaio | Florida State Championships 1962 Orlando, USA Singolare - Doppio                    | Gardnar Mulloy 3-6 8-6 6-1 6-4                | Ed Rubinoff                |                             |                     |
| 15 gennaio | Florida State Championships 1962 Orlando, USA Singolare - Doppio                    |                                               |                            |                             |                     |
| 20 gennaio | Victorian Pro Championships 1962 Melbourne, Australia Erba Singolare - Doppio       | Ken Rosewall 6-3 6-8 6-0 6-4                  | Lew Hoad                   | Frank Sedgman Andrés Gimeno |                     |
| 20 gennaio | Victorian Pro Championships 1962 Melbourne, Australia Erba Singolare - Doppio       | Ken Rosewall Lew Hoad 11-9 3-6 6-1            | Tony Trabert Frank Sedgman | Frank Sedgman Andrés Gimeno |                     |
| 21 gennaio | German Pro Indoor Championships 1962 Essen, Germania Singolare - Doppio             | Rupert Huber 6-2 6-2 6-2                      | F. Sehmrau                 |                             |                     |
| 21 gennaio | German Pro Indoor Championships 1962 Essen, Germania Singolare - Doppio             | R. Bottke Lohr 6-4 5-7 8-6 4-6 6-3            | Rupert Huber Rusche        |                             |                     |
| 22 gennaio | Auckland International Wills 1962 Auckland, Nuova Zelanda Singolare - Doppio        | Ken Fletcher 6-3 8-10 7-5 6-2                 | Lew Gerrard                |                             |                     |
| 22 gennaio | Auckland International Wills 1962 Auckland, Nuova Zelanda Singolare - Doppio        |                                               |                            |                             |                     |
| 22 gennaio | Western India Championships 1962 Bombay, India Singolare - Doppio                   | Ramanathan Krishnan 8-6 6-3 6-1               | William Knight             |                             |                     |
| 22 gennaio | Western India Championships 1962 Bombay, India Singolare - Doppio                   |                                               |                            |                             |                     |
| 22 gennaio | Natal Championships 1962 Durban, Sudafrica Singolare - Doppio                       | Mike Sangster 6-4 6-3 6-1                     | Gaetan Koenig              |                             |                     |
| 22 gennaio | Natal Championships 1962 Durban, Sudafrica Singolare - Doppio                       |                                               |                            |                             |                     |
| 22 gennaio | Philadelphia Indoor 1962 Filadelfia, USA Singolare - Doppio                         | Jon Douglas 5-7 3-6 6-1 6-2 7-5               | Ron Holmberg               |                             |                     |
| 22 gennaio | Philadelphia Indoor 1962 Filadelfia, USA Singolare - Doppio                         |                                               |                            |                             |                     |
| 28 gennaio | Smyington-Wayne indoor 1962 Washington, USA Singolare - Doppio                      | Jon Douglas 3-6 2-6 6-3 6-4 7-5               | Whitney Reed               |                             |                     |
| 28 gennaio | Smyington-Wayne indoor 1962 Washington, USA Singolare - Doppio                      |                                               |                            |                             |                     |
| 29 gennaio | Thunderbird Classic 1962 Phoenix, USA Singolare - Doppio                            | Bernard Tut Bartzen 6-4 6-4                   | Allen Fox                  |                             |                     |
| 29 gennaio | Thunderbird Classic 1962 Phoenix, USA Singolare - Doppio                            |                                               |                            |                             |                     |
| 30 gennaio | Tasmanian Championships 1962 Hobart, Australia Singolare - Doppio                   | Rod Laver 7-5 0-6 0-6 6-1 6-2                 | Neale Fraser               |                             |                     |
| 30 gennaio | Tasmanian Championships 1962 Hobart, Australia Singolare - Doppio                   |                                               |                            |                             |                     |
| 30 gennaio | Huletts Invitation 1962 Johannesburg, Sudafrica Singolare - Doppio                  | Abe Segal 6-2 12-10                           | Mike Sangster              |                             |                     |
| 30 gennaio | Huletts Invitation 1962 Johannesburg, Sudafrica Singolare - Doppio                  |                                               |                            |                             |                     |

### Febbraio
| Settimana   | Torneo                                                                                      | Vincitore                               | Finalista                           | Semifinalisti | Eliminati ai quarti |
| ----------- | ------------------------------------------------------------------------------------------- | --------------------------------------- | ----------------------------------- | ------------- | ------------------- |
| febbraio    | The Australian TV Series Pro Championships 1962 Sydney, Australia Erba Singolare - Doppio   | Ken Rosewall Round Robin                | Lew Hoad Andrés Gimeno Tony Trabert |               |                     |
| febbraio    | The Australian TV Series Pro Championships 1962 Sydney, Australia Erba Singolare - Doppio   |                                         |                                     |               |                     |
| febbraio    | Buffalo Indoor 1962 Buffalo, USA Singolare - Doppio                                         | Frank Froehling 6-2 4-6 6-0             | Gene Scott                          |               |                     |
| febbraio    | Buffalo Indoor 1962 Buffalo, USA Singolare - Doppio                                         |                                         |                                     |               |                     |
| 4 febbraio  | German Covered Court Championships 1962 Brema, Germania Singolare - Doppio                  | Bobby Wilson 6-4 6-4 7-5                | Christian Kuhnke                    |               |                     |
| 4 febbraio  | German Covered Court Championships 1962 Brema, Germania Singolare - Doppio                  |                                         |                                     |               |                     |
| 4 febbraio  | Asian Championships 1962 Calcutta, India Singolare - Doppio                                 | Roy Emerson 7-5 6-4 6-3                 | Ramanathan Krishnan                 |               |                     |
| 4 febbraio  | Asian Championships 1962 Calcutta, India Singolare - Doppio                                 |                                         |                                     |               |                     |
| 4 febbraio  | Austin Smith Championships 1962 Fort Lauderdale, USA Singolare - Doppio                     | Gardnar Mulloy 1-6 4-6 6-4 6-3 6-1      | Carlos Fernandes                    |               |                     |
| 4 febbraio  | Austin Smith Championships 1962 Fort Lauderdale, USA Singolare - Doppio                     |                                         |                                     |               |                     |
| 11 febbraio | Central India Championships 1962 Allahabad, India Singolare - Doppio                        | Roy Emerson 7-5 6-3 6-1                 | Fred Stolle                         |               |                     |
| 11 febbraio | Central India Championships 1962 Allahabad, India Singolare - Doppio                        |                                         |                                     |               |                     |
| 11 febbraio | US Indoors 1962 New York, USA Singolare - Doppio                                            | Chuck McKinley 4-6 6-3 4-6 9-7 10-8     | Whitney Reed                        |               |                     |
| 11 febbraio | US Indoors 1962 New York, USA Singolare - Doppio                                            |                                         |                                     |               |                     |
| 11 febbraio | Scandinavian Covered Court Championships 1962 Oslo, Norvegia Singolare - Doppio             | Ulf Schmidt 6-3 6-4 7-9 6-4             | Jorgen Ulrich                       |               |                     |
| 11 febbraio | Scandinavian Covered Court Championships 1962 Oslo, Norvegia Singolare - Doppio             |                                         |                                     |               |                     |
| 11 febbraio | South Florida Championships 1962 West Palm Beach, USA Singolare - Doppio                    | Ed Rubinoff 8-6 10-12 9-7 7-5           | Thomaz Koch                         |               |                     |
| 11 febbraio | South Florida Championships 1962 West Palm Beach, USA Singolare - Doppio                    |                                         |                                     |               |                     |
| 18 febbraio | Philippines International Championships 1962 Manila, Filippine Singolare - Doppio           | Ken Fletcher 2-6 9-7 6-2 7-5            | Raymundo Deyro                      |               |                     |
| 18 febbraio | Philippines International Championships 1962 Manila, Filippine Singolare - Doppio           |                                         |                                     |               |                     |
| 18 febbraio | Pan American International Championships 1962 Città del Messico, Messico Singolare - Doppio | Manuel Santana 6-3 6-4 5-7 7-5          | Rod Laver                           |               |                     |
| 18 febbraio | Pan American International Championships 1962 Città del Messico, Messico Singolare - Doppio |                                         |                                     |               |                     |
| 18 febbraio | Northern India Championships 1962 New Delhi, India Singolare - Doppio                       | Roy Emerson 6-4 6-4 6-3                 | Ramanathan Krishnan                 |               |                     |
| 18 febbraio | Northern India Championships 1962 New Delhi, India Singolare - Doppio                       |                                         |                                     |               |                     |
| 18 febbraio | French Covered Court Championships 1962 Parigi, Francia Singolare - Doppio                  | Jan-Erik Lundquist 3-6 8-10 6-2 6-3 6-4 | Pierre Darmon                       |               |                     |
| 18 febbraio | French Covered Court Championships 1962 Parigi, Francia Singolare - Doppio                  |                                         |                                     |               |                     |
| 24 febbraio | British Covered Court Championships 1962 Londra, Gran Bretagna Singolare - Doppio           | Bobby Wilson 3-6 6-8 8-6 2-6 6-2        | William Knight                      |               |                     |
| 24 febbraio | British Covered Court Championships 1962 Londra, Gran Bretagna Singolare - Doppio           |                                         |                                     |               |                     |
| 25 febbraio | Punjab Championships 1962 Amritsar, India Singolare - Doppio                                | Fred Stolle 6-4 6-8 6-3 6-2             | Premjit Lall                        |               |                     |
| 25 febbraio | Punjab Championships 1962 Amritsar, India Singolare - Doppio                                |                                         |                                     |               |                     |
| 25 febbraio | Dixie Championships 1962 Tampa, USA Singolare - Doppio                                      | Manuel Santana 3-6 6-1 8-6 6-2          | Carlos Fernandes                    |               |                     |
| 25 febbraio | Dixie Championships 1962 Tampa, USA Singolare - Doppio                                      |                                         |                                     |               |                     |

### Marzo
| Settimana | Torneo                                                                                               | Vincitore                              | Finalista                     | Semifinalisti                  | Eliminati ai quarti                                 |
| --------- | --- | -------------------------------------- | ----------------------------- | ------------------------------ | --------------------------------------------------- |
| marzo     | Wellington Pro Championships 1962 Wellington, Nuova Zelanda Erba Singolare                           | Ken Rosewall 4-6 6-2 6-1               | Andrés Gimeno                 | Luis Ayala Frank Sedgman       |                                                     |
| 4 marzo   | Good Neighbor Tournament 1962 Miami Beach, USA Singolare - Doppio                                    | Roy Emerson 6-3 6-4 7-5                | Carlos Fernandes              |                                |                                                     |
| 4 marzo   | Good Neighbor Tournament 1962 Miami Beach, USA Singolare - Doppio                                    |                                        |                               |                                |                                                     |
| 4 marzo   | Gallia Club Championships 1962 Nizza, Francia Singolare - Doppio                                     | Martin Mulligan 6-4 1-6 8-6            | Barry Phillips-Moore          |                                |                                                     |
| 4 marzo   | Gallia Club Championships 1962 Nizza, Francia Singolare - Doppio                                     |                                        |                               |                                |                                                     |
| 4 marzo   | Egyptian International Cairo Championships 1962 Il Cairo, Egitto Singolare - Doppio                  | Fred Stolle 5-7 6-1 6-1 4-6 6-3        | Ion Țiriac                    |                                |                                                     |
| 4 marzo   | Egyptian International Cairo Championships 1962 Il Cairo, Egitto Singolare - Doppio                  |                                        |                               |                                |                                                     |
| 5 marzo   | Perth Championships 1962 Perth, Australia Singolare - Doppio                                         | Clive Wilderspin 6-4 6-4 6-1           | Doug Napier                   |                                |                                                     |
| 5 marzo   | Perth Championships 1962 Perth, Australia Singolare - Doppio                                         |                                        |                               |                                |                                                     |
| 11 marzo  | Torneo di Beaulieu 1962 Cannes, Francia Singolare - Doppio                                           | Juan Manuel Couder 6-3 6-4             | Juan Gisbert                  |                                |                                                     |
| 11 marzo  | Torneo di Beaulieu 1962 Cannes, Francia Singolare - Doppio                                           |                                        |                               |                                |                                                     |
| 11 marzo  | Caribbean Championships 1962 Montego Bay, Giamaica Singolare - Doppio                                | Roy Emerson 8-6 7-5 4-6 3-6 6-2        | Rod Laver                     |                                |                                                     |
| 11 marzo  | Caribbean Championships 1962 Montego Bay, Giamaica Singolare - Doppio                                |                                        |                               |                                |                                                     |
| 11 marzo  | New South Wales Hard Court Championships 1962 Young, Australia Singolare - Doppio                    | John Newcombe 6-2 6-2                  | Geoff Pollard                 |                                |                                                     |
| 11 marzo  | New South Wales Hard Court Championships 1962 Young, Australia Singolare - Doppio                    |                                        |                               |                                |                                                     |
| 17 marzo  | Adelaide Professional Championships 1962 Adelaide, Australia Parquet indoor Singolare                | Lew Hoad 7-5 6-8 6-4                   | Ken Rosewall                  | Malcolm Anderson Andrés Gimeno | Frank Sedgman Mervyn Rose Ashley Cooper Rex Hartwig |
| 18 marzo  | Egyptian International Alexandria Championships 1962 Alessandria d'Egitto, Egitto Singolare - Doppio | Jan-Erik Lundquist 6-2 2-6 2-6 7-5 6-4 | Boro Jovanović                |                                |                                                     |
| 18 marzo  | Egyptian International Alexandria Championships 1962 Alessandria d'Egitto, Egitto Singolare - Doppio |                                        |                               |                                |                                                     |
| 18 marzo  | Colombia International 1962 Barranquilla, Colombia Singolare - Doppio                                | Roy Emerson 6-3 3-6 6-1 3-6 8-6        | Manuel Santana                |                                |                                                     |
| 18 marzo  | Colombia International 1962 Barranquilla, Colombia Singolare - Doppio                                |                                        |                               |                                |                                                     |
| 18 marzo  | OFS Championships 1962 Bloemfontein, Sudafrica Singolare - Doppio                                    | Bob Mark 6-4 9-7 1-6 6-4               | Gordon Forbes                 |                                |                                                     |
| 18 marzo  | OFS Championships 1962 Bloemfontein, Sudafrica Singolare - Doppio                                    |                                        |                               |                                |                                                     |
| 18 marzo  | Carlton Club Championships 1962 Cannes, Francia Singolare - Doppio                                   | Barry Phillips-Moore 3-6 8-6 8-6       | José-Luis Arilla              |                                |                                                     |
| 18 marzo  | Carlton Club Championships 1962 Cannes, Francia Singolare - Doppio                                   |                                        |                               |                                |                                                     |
| 25 marzo  | All India Hard Court Championships 1962 Bombay, India Singolare - Doppio                             | Neale Fraser titolo condiviso          | Ramanathan Krishnan           |                                |                                                     |
| 25 marzo  | All India Hard Court Championships 1962 Bombay, India Singolare - Doppio                             |                                        |                               |                                |                                                     |
| 25 marzo  | Caracas Altamira International 1962 Caracas, Venezuela Singolare - Doppio                            | Rod Laver 9-7 6-2 6-0                  | Roy Emerson                   |                                |                                                     |
| 25 marzo  | Caracas Altamira International 1962 Caracas, Venezuela Singolare - Doppio                            | Rod Laver Roy Emerson 6-2 6-3 6-1      | Ronald Barnes Carlos Fernades |                                |                                                     |
| 25 marzo  | Rice University Inviational 1962 Houston, USA Singolare - Doppio                                     | Frank Froehling 6-1 2-6 6-0            | Chuck McKinley                |                                |                                                     |
| 25 marzo  | Rice University Inviational 1962 Houston, USA Singolare - Doppio                                     |                                        |                               |                                |                                                     |
| 25 marzo  | Riviera Championships 1962 Mentone, Francia Singolare - Doppio                                       | Juan Manuel Couder 6-3 6-2 6-1         | William Alvarez               |                                |                                                     |
| 25 marzo  | Riviera Championships 1962 Mentone, Francia Singolare - Doppio                                       |                                        |                               |                                |                                                     |

### Aprile
| Settimana | Torneo                                                                                  | Vincitore                          | Finalista          | Semifinalisti            | Eliminati ai quarti |
| --------- | --------------------------------------------------------------------------------------- | ---------------------------------- | ------------------ | ------------------------ | ------------------- |
| aprile    | Atlanta Invitational 1962 Atlanta, USA Singolare - Doppio                               | Chuck McKinley                     | Whitney Reed       |                          |                     |
| aprile    | Atlanta Invitational 1962 Atlanta, USA Singolare - Doppio                               |                                    |                    |                          |                     |
| aprile    | California State Championships 1962 Los Angeles, USA Singolare - Doppio                 | Whitney Reed 10-8 3-6 6-2 11-9     | Clifton Mayne      |                          |                     |
| aprile    | California State Championships 1962 Los Angeles, USA Singolare - Doppio                 |                                    |                    |                          |                     |
| aprile    | Auckland Pro Championships 1962 Auckland, Nuova Zelanda Erba Singolare                  | Ken Rosewall 6-3 6-2               | Andrés Gimeno      | Luis Ayala Frank Sedgman |                     |
| 1º aprile | Torneo di Cap d'Antibes 1962 Cap d'Antibes, Francia Singolare - Doppio                  | István Gulyás 4-6 6-2 4-6 6-3 6-4  | Juan Manuel Couder |                          |                     |
| 1º aprile | Torneo di Cap d'Antibes 1962 Cap d'Antibes, Francia Singolare - Doppio                  |                                    |                    |                          |                     |
| 1º aprile | Caribe Hilton Championships 1962 San Juan, Porto Rico Singolare - Doppio                | Roy Emerson 7-5 7-5                | Rod Laver          |                          |                     |
| 1º aprile | Caribe Hilton Championships 1962 San Juan, Porto Rico Singolare - Doppio                |                                    |                    |                          |                     |
| 8 aprile  | Cannes Lawn Tennis Club Championships 1962 Cannes, Francia Singolare - Doppio           | István Gulyás 6-2 4-6 7-5 6-1      | Robin F. Sanders   |                          |                     |
| 8 aprile  | Cannes Lawn Tennis Club Championships 1962 Cannes, Francia Singolare - Doppio           |                                    |                    |                          |                     |
| 8 aprile  | Pasadena Tournament 1962 Pasadena, USA Singolare - Doppio                               | Jon Douglas 6-1 12-10              | Charlie Pasarell   |                          |                     |
| 8 aprile  | Pasadena Tournament 1962 Pasadena, USA Singolare - Doppio                               |                                    |                    |                          |                     |
| 8 aprile  | Torneo di Reggio Calabria 1962 Reggio Calabria, Italia Singolare - Doppio               | Neale Fraser 6-3 6-3 4-6 6-3       | Fausto Gardini     |                          |                     |
| 8 aprile  | Torneo di Reggio Calabria 1962 Reggio Calabria, Italia Singolare - Doppio               |                                    |                    |                          |                     |
| 8 aprile  | Roehampton Hard Court Championships 1962 Roehampton, Gran Bretagna Singolare - Doppio   | Martin Mulligan 6-4 6-3            | James Tattersall   |                          |                     |
| 8 aprile  | Roehampton Hard Court Championships 1962 Roehampton, Gran Bretagna Singolare - Doppio   |                                    |                    |                          |                     |
| 8 aprile  | Masters Invitational 1962 Saint Petersburg, USA Singolare - Doppio                      | Roy Emerson 6-1 6-4 6-1            | Rod Laver          |                          |                     |
| 8 aprile  | Masters Invitational 1962 Saint Petersburg, USA Singolare - Doppio                      |                                    |                    |                          |                     |
| 15 aprile | Cumberland Hard Court Championships 1962 Hampstead, Gran Bretagna Singolare - Doppio    | Martin Mulligan 6-4 6-4            | Warren Jacques     |                          |                     |
| 15 aprile | Cumberland Hard Court Championships 1962 Hampstead, Gran Bretagna Singolare - Doppio    |                                    |                    |                          |                     |
| 15 aprile | Torneo di Murgon 1962 Murgon, Australia Singolare - Doppio                              | Neville Hay 11-9 6-3               | Gary Baulch        |                          |                     |
| 15 aprile | Torneo di Murgon 1962 Murgon, Australia Singolare - Doppio                              |                                    |                    |                          |                     |
| 15 aprile | Nice Lawn Tennis Club Championships 1962 Nizza, Francia Singolare - Doppio              | Pierre Darmon 6-1 6-1 0-6 6-2      | Wilhelm Bungert    |                          |                     |
| 15 aprile | Nice Lawn Tennis Club Championships 1962 Nizza, Francia Singolare - Doppio              |                                    |                    |                          |                     |
| 15 aprile | Torneo di Sorrento 1962 Sorrento, Italia Singolare - Doppio                             | Neale Fraser 6-3 6-2               | Fred Stolle        |                          |                     |
| 15 aprile | Torneo di Sorrento 1962 Sorrento, Italia Singolare - Doppio                             |                                    |                    |                          |                     |
| 20 aprile | Rothmans Connaught Championships 1962 Chingford, Gran Bretagna Singolare - Doppio       | Rod Laver 4-6 6-4 6-4              | Martin Mulligan    |                          |                     |
| 20 aprile | Rothmans Connaught Championships 1962 Chingford, Gran Bretagna Singolare - Doppio       |                                    |                    |                          |                     |
| 21 aprile | South African Championships 1962 Johannesburg, Sudafrica Singolare - Doppio             | Bob Mark 6-1 6-1 2-6 8-6           | Gordon Forbes      |                          |                     |
| 21 aprile | South African Championships 1962 Johannesburg, Sudafrica Singolare - Doppio             |                                    |                    |                          |                     |
| 22 aprile | Surrey Hard Court Championships 1962 Sutton, Gran Bretagna Singolare - Doppio           | Robert Howe 6-4 9-7                | Tony Pickard       |                          |                     |
| 22 aprile | Surrey Hard Court Championships 1962 Sutton, Gran Bretagna Singolare - Doppio           |                                    |                    |                          |                     |
| 23 aprile | Murray Valley Championships 1962 Swan Hill, Australia Singolare - Doppio                | Doug H. Reid 6-4 56 9-7            | Hugh Stewart       |                          |                     |
| 23 aprile | Murray Valley Championships 1962 Swan Hill, Australia Singolare - Doppio                |                                    |                    |                          |                     |
| 23 aprile | Darling Downs Championships 1962 Toowoomba, Australia Singolare - Doppio                | Neil Gibson 6-4 7-5                | G. Gaydon          |                          |                     |
| 23 aprile | Darling Downs Championships 1962 Toowoomba, Australia Singolare - Doppio                |                                    |                    |                          |                     |
| 23 aprile | Western Australian Hard Court Championships 1962 Corrigin, Australia Singolare - Doppio | Wayne Millen 6-4 6-4 3-6 6-2       | C. Bell            |                          |                     |
| 23 aprile | Western Australian Hard Court Championships 1962 Corrigin, Australia Singolare - Doppio |                                    |                    |                          |                     |
| 23 aprile | River Oaks International Tennis Tournament 1962 Houston, USA Singolare - Doppio         | Rod Laver 6-1 7-5 7-5              | Roy Emerson        |                          |                     |
| 23 aprile | River Oaks International Tennis Tournament 1962 Houston, USA Singolare - Doppio         |                                    |                    |                          |                     |
| 23 aprile | Torneo di Maitland 1962 Maitland, Australia Singolare - Doppio                          | Max Anderson 7-5 3-6 6-2           | K. Binns           |                          |                     |
| 23 aprile | Torneo di Maitland 1962 Maitland, Australia Singolare - Doppio                          |                                    |                    |                          |                     |
| 28 aprile | British Hard Court Championships 1962 Bournemouth, Gran Bretagna Singolare - Doppio     | Rod Laver 6-3 6-3 6-3              | Ian Crookenden     |                          |                     |
| 28 aprile | British Hard Court Championships 1962 Bournemouth, Gran Bretagna Singolare - Doppio     |                                    |                    |                          |                     |
| 29 aprile | Aix Golden Racquet Tournament 1962 Aix-en-Provence, Francia Singolare - Doppio          | Ed Rubinoff 6-1 6-2 6-1            | Keith Diepraam     |                          |                     |
| 29 aprile | Aix Golden Racquet Tournament 1962 Aix-en-Provence, Francia Singolare - Doppio          |                                    |                    |                          |                     |
| 29 aprile | Dallas Invitation 1962 Dallas, USA Singolare - Doppio                                   | Hamilton Richardson 6-4 6-2        | Chuck McKinley     |                          |                     |
| 29 aprile | Dallas Invitation 1962 Dallas, USA Singolare - Doppio                                   |                                    |                    |                          |                     |
| 29 aprile | Puerta de Hierro International 1962 Madrid, Spagna Singolare - Doppio                   | Manuel Santana 5-7 6-4 9-7 6-8 6-4 | Roy Emerson        |                          |                     |
| 29 aprile | Puerta de Hierro International 1962 Madrid, Spagna Singolare - Doppio                   |                                    |                    |                          |                     |
| 29 aprile | Campionato Partenopeo 1962 Napoli, Italia Singolare - Doppio                            | Fausto Gardini 4-6 6-2 6-1 6-1     | Sergio Tacchini    |                          |                     |
| 29 aprile | Campionato Partenopeo 1962 Napoli, Italia Singolare - Doppio                            |                                    |                    |                          |                     |
| 29 aprile | Israel International Championships 1962 Tel Aviv, Israele Singolare - Doppio            | Ken Fletcher 7-9 6-2 6-3           | Bob Hewitt         |                          |                     |
| 29 aprile | Israel International Championships 1962 Tel Aviv, Israele Singolare - Doppio            |                                    |                    |                          |                     |

### Maggio
| Settimana | Torneo                                                                              | Vincitore                           | Finalista                  | Semifinalisti                | Eliminati ai quarti                       |
| --------- | ----------------------------------------------------------------------------------- | ----------------------------------- | -------------------------- | ---------------------------- | ----------------------------------------- |
| 1º maggio | Monte Carlo Cup 1962 Monte Carlo, Monte Carlo Singolare - Doppio                    | Pierre Darmon 6-2 6-1 6-3           | Boro Jovanović             |                              |                                           |
| 1º maggio | Monte Carlo Cup 1962 Monte Carlo, Monte Carlo Singolare - Doppio                    |                                     |                            |                              |                                           |
| 1º maggio | Paris International Championships 1962 Parigi, Francia Singolare - Doppio           | Gerard Pilet 6-0 6-3 5-7 1-6 6-3    | Pierre Darmon              |                              |                                           |
| 1º maggio | Paris International Championships 1962 Parigi, Francia Singolare - Doppio           |                                     |                            |                              |                                           |
| 5 maggio  | London Hard Court Championships 1962 Hurlingham, Gran Bretagna Singolare - Doppio   | Tony Pickard 5-7 6-2 6-4            | Warren Jacques             |                              |                                           |
| 5 maggio  | London Hard Court Championships 1962 Hurlingham, Gran Bretagna Singolare - Doppio   |                                     |                            |                              |                                           |
| 5 maggio  | Campionati Internazionali di Sicilia 1962 Palermo, Italia Singolare - Doppio        | Rod Laver 6-4 6-2 4-6 6-1           | Neale Fraser               |                              |                                           |
| 5 maggio  | Campionati Internazionali di Sicilia 1962 Palermo, Italia Singolare - Doppio        |                                     |                            |                              |                                           |
| 5 maggio  | World Pro Championships 1962 Cleveland, USA Parquet indoor Singolare - Doppio       | Butch Buchholz 6-4 6-3 6-4          | Pancho Segura              | Jack Arkinstall Barry MacKay | Tabellone a 6 Gustavo Palafox Bobby Riggs |
| 5 maggio  | World Pro Championships 1962 Cleveland, USA Parquet indoor Singolare - Doppio       | Butch Buchholz Barry MacKay 6-2 6-3 | Pancho Segura Don Budge    | Jack Arkinstall Barry MacKay | Tabellone a 6 Gustavo Palafox Bobby Riggs |
| 13 maggio | Guildford Hard Court Championships 1962 Guildford, Gran Bretagna Singolare - Doppio | Bobby Wilson 6-4 6-3                | Keith Diepraam             |                              |                                           |
| 13 maggio | Guildford Hard Court Championships 1962 Guildford, Gran Bretagna Singolare - Doppio |                                     |                            |                              |                                           |
| 13 maggio | Southern California Championships 1962 San Francisco, USA Singolare - Doppio        | Rafael Osuna 6-2 5-7 8-6 6-2        | Allen Fox                  |                              |                                           |
| 13 maggio | Southern California Championships 1962 San Francisco, USA Singolare - Doppio        |                                     |                            |                              |                                           |
| 15 maggio | Internazionali d'Italia 1962 Roma, Italia Singolare - Doppio                        | Rod Laver 6-2 1-6 3-6 6-3 6-1       | Roy Emerson                |                              |                                           |
| 15 maggio | Internazionali d'Italia 1962 Roma, Italia Singolare - Doppio                        | Neale Fraser Rod Laver 11-9 6-2 6-4 | Ken Fletcher John Newcombe |                              |                                           |
| 20 maggio | Swiss International Championships 1962 Lugano, Svizzera Singolare - Doppio          | Rod Laver 6-4 6-2                   | Ramanathan Krishnan        |                              |                                           |
| 20 maggio | Swiss International Championships 1962 Lugano, Svizzera Singolare - Doppio          |                                     |                            |                              |                                           |
| 22 maggio | Torneo di Baden-Baden 1962 Baden Baden, Germania Singolare - Doppio                 | Neale Fraser 6-1 6-4                | Fred Stolle                |                              |                                           |
| 22 maggio | Torneo di Baden-Baden 1962 Baden Baden, Germania Singolare - Doppio                 |                                     |                            |                              |                                           |
| 22 maggio | Torneo di Brighton & Hove 1962 Brighton, Gran Bretagna Singolare - Doppio           | Frew Donald McMillan 6-4 6-2        | R.D. Jones                 |                              |                                           |
| 22 maggio | Torneo di Brighton & Hove 1962 Brighton, Gran Bretagna Singolare - Doppio           |                                     |                            |                              |                                           |
| 29 maggio | Worcestershire Championships 1962 Malvern, Gran Bretagna Singolare - Doppio         | Bill Bowrey 3-6 6-4 6-2             | B. Geoff Knox              |                              |                                           |
| 29 maggio | Worcestershire Championships 1962 Malvern, Gran Bretagna Singolare - Doppio         |                                     |                            |                              |                                           |
| 29 maggio | Torneo di Lytham St Annes 1962 Lytham St Annes, Gran Bretagna Singolare - Doppio    | John Hillebrand 7-5 6-4             | Ryan                       |                              |                                           |
| 29 maggio | Torneo di Lytham St Annes 1962 Lytham St Annes, Gran Bretagna Singolare - Doppio    |                                     |                            |                              |                                           |

### Giugno
| Settimana | Torneo                                                                          | Vincitore                                    | Finalista                        | Semifinalisti | Eliminati ai quarti |
| --------- | ------------------------------------------------------------------------------- | -------------------------------------------- | -------------------------------- | ------------- | ------------------- |
| giugno    | Blue and Gray Invitation 1962 Montgomery, USA Singolare - Doppio                | Michael Belkin                               | non conosciuta (bandiera)        |               |                     |
| giugno    | Blue and Gray Invitation 1962 Montgomery, USA Singolare - Doppio                |                                              |                                  |               |                     |
| 2 giugno  | Surrey Championships 1962 Surbiton, Gran Bretagna Singolare - Doppio            | Martin Mulligan 6-3 6-4                      | Mark Otway                       |               |                     |
| 2 giugno  | Surrey Championships 1962 Surbiton, Gran Bretagna Singolare - Doppio            |                                              |                                  |               |                     |
| 3 giugno  | Bielefeld Tournament 1962 Bielefeld, Germania Singolare - Doppio                | Bobby Wilson 6-4 3-6 6-4 6-2                 | Jon Douglas                      |               |                     |
| 3 giugno  | Bielefeld Tournament 1962 Bielefeld, Germania Singolare - Doppio                |                                              |                                  |               |                     |
| 3 giugno  | Wiesbaden Championships 1962 Wiesbaden, Germania Singolare - Doppio             | Barry Phillips-Moore 4-6 6-3 6-2 6-4         | István Gulyás                    |               |                     |
| 3 giugno  | Wiesbaden Championships 1962 Wiesbaden, Germania Singolare - Doppio             |                                              |                                  |               |                     |
| 3 giugno  | Torneo di Wolverhampton 1962 Wolverhampton, Gran Bretagna Singolare - Doppio    | Frew Donald McMillan 6-4 6-4                 | John Hillebrand                  |               |                     |
| 3 giugno  | Torneo di Wolverhampton 1962 Wolverhampton, Gran Bretagna Singolare - Doppio    |                                              |                                  |               |                     |
| 4 giugno  | Victorian Hard Court Championships 1962 Melbourne, Australia Singolare - Doppio | Paul Hearnden 6-2 4-6 6-2                    | Anthony J. Ryan                  |               |                     |
| 4 giugno  | Victorian Hard Court Championships 1962 Melbourne, Australia Singolare - Doppio |                                              |                                  |               |                     |
| 4 giugno  | Tulsa Clay Court Championships 1962 Tulsa, USA Singolare - Doppio               | Hamilton Richardson 6-3 1-6 8-6              | Chuck McKinley                   |               |                     |
| 4 giugno  | Tulsa Clay Court Championships 1962 Tulsa, USA Singolare - Doppio               |                                              |                                  |               |                     |
| 4 giugno  | Internazionali di Francia 1962 Parigi, Francia Singolare - Doppio               | Rod Laver 3-6 2-6 6-3 9-7 6-2                | Roy Emerson                      |               |                     |
| 4 giugno  | Internazionali di Francia 1962 Parigi, Francia Singolare - Doppio               | Roy Emerson Neale Fraser 6-3 6-4 7-5         | Wilhelm Bungert Christian Kuhnke |               |                     |
| 7 giugno  | Norwegian International Championships 1962 Oslo, Norvegia Singolare - Doppio    | Rod Laver 6-1 4-6 6-4 6-3                    | Jan-Erik Lundquist               |               |                     |
| 7 giugno  | Norwegian International Championships 1962 Oslo, Norvegia Singolare - Doppio    |                                              |                                  |               |                     |
| 10 giugno | Torneo Godò 1962 Barcellona, Spagna Singolare - Doppio                          | Manuel Santana 3-6 6-3 6-4 8-6               | Ramanathan Krishnan              |               |                     |
| 10 giugno | Torneo Godò 1962 Barcellona, Spagna Singolare - Doppio                          | Roy Emerson Neale Fraser 8-6 8-6 6-4         | Bob Hewitt Fred Stolle           |               |                     |
| 10 giugno | West Berlin Championships 1962 Berlino Ovest, Germania Singolare - Doppio       | Frank Froehling 2-6 4-6 6-4 6-4 6-4          | Inge Buding                      |               |                     |
| 10 giugno | West Berlin Championships 1962 Berlino Ovest, Germania Singolare - Doppio       |                                              |                                  |               |                     |
| 10 giugno | Torneo di Cheltenham 1962 Cheltenham, Gran Bretagna Singolare - Doppio          | Edison Mandarino 10-8 7-5                    | Ronnie Barnes                    |               |                     |
| 10 giugno | Torneo di Cheltenham 1962 Cheltenham, Gran Bretagna Singolare - Doppio          |                                              |                                  |               |                     |
| 10 giugno | Torneo di Comerio 1962 Comerio, Italia Singolare - Doppio                       | Fausto Gardini 6-4 6-3 6-3                   | Niki Pilic                       |               |                     |
| 10 giugno | Torneo di Comerio 1962 Comerio, Italia Singolare - Doppio                       |                                              |                                  |               |                     |
| 10 giugno | Torneo di Dalby 1962 Dalby, Australia Singolare - Doppio                        | G. Gaydon 6-4 6-4                            | M. Gaydon                        |               |                     |
| 10 giugno | Torneo di Dalby 1962 Dalby, Australia Singolare - Doppio                        |                                              |                                  |               |                     |
| 10 giugno | Barnes 1962 Lowther, Gran Bretagna Singolare - Doppio                           | Osamu Ishiguro 6-1 7-5                       | Michio Fujii                     |               |                     |
| 10 giugno | Barnes 1962 Lowther, Gran Bretagna Singolare - Doppio                           |                                              |                                  |               |                     |
| 10 giugno | Northern Championships 1962 Manchester, Gran Bretagna Singolare - Doppio        | Mike Sangster 10-12 6-3 6-4                  | William Knight                   |               |                     |
| 10 giugno | Northern Championships 1962 Manchester, Gran Bretagna Singolare - Doppio        |                                              |                                  |               |                     |
| 10 giugno | Torneo di Saltsjöbaden 1962 Saltsjöbaden, Svezia Singolare - Doppio             | Jan-Erik Lundquist 3-6 1-6 7-5 7-5 6-0       | Ulf Schmidt                      |               |                     |
| 10 giugno | Torneo di Saltsjöbaden 1962 Saltsjöbaden, Svezia Singolare - Doppio             |                                              |                                  |               |                     |
| 11 giugno | German Pro Championships 1962 Bad Ems, Germania Singolare - Doppio              | Peter Cawthorn 6-2 6-2 6-0                   | Rupert Huber                     |               |                     |
| 11 giugno | German Pro Championships 1962 Bad Ems, Germania Singolare - Doppio              | Rupert Huber A. Schroder 6-8 2-6 7-5 8-6 6-4 | Gardnar Mulloy Peter Cawthorn    |               |                     |
| 16 giugno | Kent Championships 1962 Beckenham, Gran Bretagna Singolare - Doppio             | Barry Phillips-Moore 6-4 8-6                 | Owen Davidson                    |               |                     |
| 16 giugno | Kent Championships 1962 Beckenham, Gran Bretagna Singolare - Doppio             |                                              |                                  |               |                     |
| 17 giugno | Nottinghamshire Championships 1962 Nottingham, Gran Bretagna Singolare - Doppio | Alberto Arilla 9-7 4-6 6-3                   | José-Luis Arilla                 |               |                     |
| 17 giugno | Nottinghamshire Championships 1962 Nottingham, Gran Bretagna Singolare - Doppio |                                              |                                  |               |                     |
| 17 giugno | US Hard Court Championships 1962 Seattle, USA Singolare - Doppio                | Rafael Osuna 6-4 6-3 6-1                     | Larry Nagler                     |               |                     |
| 17 giugno | US Hard Court Championships 1962 Seattle, USA Singolare - Doppio                |                                              |                                  |               |                     |
| 18 giugno | West of England Championships 1962 Bristol, Gran Bretagna Singolare - Doppio    | Fred Stolle 6-3 6-4                          | Gustavo Palafox                  |               |                     |
| 18 giugno | West of England Championships 1962 Bristol, Gran Bretagna Singolare - Doppio    |                                              |                                  |               |                     |
| 23 giugno | Queen's Club Championships 1962 Londra, Gran Bretagna Singolare - Doppio        | Rod Laver 6-4 7-5                            | Roy Emerson                      |               |                     |
| 23 giugno | Queen's Club Championships 1962 Londra, Gran Bretagna Singolare - Doppio        |                                              |                                  |               |                     |
| 23 giugno | National Collegiate Championships 1962 Stanford, USA Singolare - Doppio         | Rafael Osuna 2-6 6-4 6-4 6-2                 | Marty Riessen                    |               |                     |
| 23 giugno | National Collegiate Championships 1962 Stanford, USA Singolare - Doppio         |                                              |                                  |               |                     |
| 27 giugno | Southern Championships 1962 Atlanta, USA Singolare - Doppio                     | Andrew Lloyd 4-6 5-7 6-3 6-4 6-4             | Robert Bowditch                  |               |                     |
| 27 giugno | Southern Championships 1962 Atlanta, USA Singolare - Doppio                     |                                              |                                  |               |                     |

### Luglio
| Settimana | Torneo                                                                                  | Vincitore                              | Finalista                    | Semifinalisti | Eliminati ai quarti |
| --------- | --------------------------------------------------------------------------------------- | -------------------------------------- | ---------------------------- | ------------- | ------------------- |
| luglio    | Torneo di Hoylake & West Kirby 1962 Hoylake, Gran Bretagna Singolare - Doppio           | Roger Becker                           | non conosciuta (bandiera)    |               |                     |
| luglio    | Torneo di Hoylake & West Kirby 1962 Hoylake, Gran Bretagna Singolare - Doppio           |                                        |                              |               |                     |
| 1º luglio | Tennessee Valley Championships 1962 Chattanooga, USA Singolare - Doppio                 | Clark Graebner 6-1 6-3                 | Marty Riessen                |               |                     |
| 1º luglio | Tennessee Valley Championships 1962 Chattanooga, USA Singolare - Doppio                 |                                        |                              |               |                     |
| 1º luglio | Eastern Clay Court Championships 1962 Hackensack, USA Singolare - Doppio                | Sidney Schwartz 6-3 6-4 4-6 6-3        | Herb Fitzgibbon              |               |                     |
| 1º luglio | Eastern Clay Court Championships 1962 Hackensack, USA Singolare - Doppio                |                                        |                              |               |                     |
| 7 luglio  | Torneo di Wimbledon 1962 Londra, Gran Bretagna Singolare - Doppio                       | Rod Laver 6-2 6-2 6-1                  | Martin Mulligan              |               |                     |
| 7 luglio  | Torneo di Wimbledon 1962 Londra, Gran Bretagna Singolare - Doppio                       | Bob Hewitt Fred Stolle 6-2 5-7 6-2 6-4 | Boro Jovanović Niki Pilic    |               |                     |
| 8 luglio  | Tri-State Championships 1962 Cincinnati, USA Singolare - Doppio                         | Marty Riessen 1-6 6-2 6-2 6-3          | Allen Fox                    |               |                     |
| 8 luglio  | Tri-State Championships 1962 Cincinnati, USA Singolare - Doppio                         | Bill Hoogs Jim McManus 8-6, 6-1        | Frank Froehling Butch Newman |               |                     |
| 8 luglio  | New York State Championships 1962 New York, USA Singolare - Doppio                      | Sidney Schwartz 6-2 6-4 6-1            | Herb Fitzgibbon              |               |                     |
| 8 luglio  | New York State Championships 1962 New York, USA Singolare - Doppio                      |                                        |                              |               |                     |
| 14 luglio | Midland Counties Championships 1962 Edgbaston, Gran Bretagna Singolare - Doppio         | Roger Becker 6-3 3-6 6-3               | Ian Crookenden               |               |                     |
| 14 luglio | Midland Counties Championships 1962 Edgbaston, Gran Bretagna Singolare - Doppio         |                                        |                              |               |                     |
| 15 luglio | Western Championships 1962 Indianapolis, USA Singolare - Doppio                         | Charlie Pasarell 2-6 3-6 6-4 6-1 6-2   | Marty Riessen                |               |                     |
| 15 luglio | Western Championships 1962 Indianapolis, USA Singolare - Doppio                         |                                        |                              |               |                     |
| 15 luglio | Irish Championships 1962 Dublino, Irlanda Singolare - Doppio                            | Rod Laver walkover                     | Bobby Wilson                 |               |                     |
| 15 luglio | Irish Championships 1962 Dublino, Irlanda Singolare - Doppio                            | Rod Laver John Fraser walkover         | Bobby Wilson Chris Crawford  |               |                     |
| 16 luglio | Beerschot International 1962 Anversa, Belgio Singolare - Doppio                         | Jacques Brichant 6-2 6-4               | Ramanathan Krishnan          |               |                     |
| 16 luglio | Beerschot International 1962 Anversa, Belgio Singolare - Doppio                         |                                        |                              |               |                     |
| 16 luglio | Düsseldorf Championships 1962 Düsseldorf, Germania Singolare - Doppio                   | Wilhelm Bungert 5-7 6-1 6-4 3-6 6-4    | Christian Kuhnke             |               |                     |
| 16 luglio | Düsseldorf Championships 1962 Düsseldorf, Germania Singolare - Doppio                   |                                        |                              |               |                     |
| 22 luglio | Baltimore Mid-Atlantic Grass Court Championships 1962 Baltimora, USA Singolare - Doppio | Gene Scott 3 sets                      | Allen Fox                    |               |                     |
| 22 luglio | Baltimore Mid-Atlantic Grass Court Championships 1962 Baltimora, USA Singolare - Doppio |                                        |                              |               |                     |
| 22 luglio | Swedish International Hard Court Championships 1962 Båstad, Svezia Singolare - Doppio   | Manuel Santana 4-6 5-7 6-4 7-5 6-3     | Jan-Erik Lundquist           |               |                     |
| 22 luglio | Swedish International Hard Court Championships 1962 Båstad, Svezia Singolare - Doppio   |                                        |                              |               |                     |
| 22 luglio | Welsh Championships 1962 Newport, Gran Bretagna Singolare - Doppio                      | Mike Sangster 6-3 6-4                  | Tony Pickard                 |               |                     |
| 22 luglio | Welsh Championships 1962 Newport, Gran Bretagna Singolare - Doppio                      |                                        |                              |               |                     |
| 22 luglio | U.S. Men's Clay Court Championships 1962 River Forest, USA Singolare - Doppio           | Chuck McKinley 6-3 8-6 6-4             | Fred Stolle                  |               |                     |
| 22 luglio | U.S. Men's Clay Court Championships 1962 River Forest, USA Singolare - Doppio           | Ramsey Earnhart Marty Riessen          |                              |               |                     |
| 29 luglio | Torneo di Bad Neuenahr 1962 Bad Neuenahr, Germania Singolare - Doppio                   | Neale Fraser 6-3 6-3 6-1               | Inge Buding                  |               |                     |
| 29 luglio | Torneo di Bad Neuenahr 1962 Bad Neuenahr, Germania Singolare - Doppio                   |                                        |                              |               |                     |
| 29 luglio | South Queensland Championships 1962 Ipswich, Australia Singolare - Doppio               | Neil Gibson 3-6 8-6 6-2                | Neville Hay                  |               |                     |
| 29 luglio | South Queensland Championships 1962 Ipswich, Australia Singolare - Doppio               |                                        |                              |               |                     |
| 30 luglio | Swiss Championships 1962 Gstaad, Svizzera Singolare - Doppio                            | Rod Laver 6-4 6-4 8-6                  | Neale Fraser                 |               |                     |
| 30 luglio | Swiss Championships 1962 Gstaad, Svizzera Singolare - Doppio                            |                                        |                              |               |                     |
| 30 luglio | Pennsylvania Lawn Tennis Championship 1962 Haverford, USA Singolare - Doppio            | Bill Bond 6-4 6-4 2-6 2-6 6-3          | Ron Holmberg                 |               |                     |
| 30 luglio | Pennsylvania Lawn Tennis Championship 1962 Haverford, USA Singolare - Doppio            |                                        |                              |               |                     |
| 30 luglio | Dutch International Championships 1962 Hilversum, Paesi Bassi Singolare - Doppio        | Rod Laver 4-6 6-3 6-3 7-5              | Ramanathan Krishnan          |               |                     |
| 30 luglio | Dutch International Championships 1962 Hilversum, Paesi Bassi Singolare - Doppio        |                                        |                              |               |                     |

### Agosto
| Settimana | Torneo                                                                              | Vincitore                                     | Finalista                     | Semifinalisti                  | Eliminati ai quarti                                    |
| --------- | ----------------------------------------------------------------------------------- | --------------------------------------------- | ----------------------------- | ------------------------------ | ------------------------------------------------------ |
| agosto    | British Pro Championships 1962 Eastbourne, Gran Bretagna Singolare - Doppio         | George Worthington 6-0 6-1 6-2                | Bill Moss                     |                                |                                                        |
| agosto    | British Pro Championships 1962 Eastbourne, Gran Bretagna Singolare - Doppio         | George Worthington Bill Moss 6-3 6-4 6-3      | G. Bradley M. Evans           |                                |                                                        |
| 5 agosto  | Scheveningen Pro Championships 1962 Scheveningen, Paesi Bassi Singolare - Doppio    | Pancho Segura 6-3 6-3                         | Luis Ayala                    | Lew Hoad Ashley Cooper         | Alex Olmedo Barry MacKay Malcolm Anderson Tony Trabert |
| 5 agosto  | Scheveningen Pro Championships 1962 Scheveningen, Paesi Bassi Singolare - Doppio    | Malcolm Anderson Alex Olmedo 7-9 6-3 6-1      | Barry MacKay Pancho Segura    | Lew Hoad Ashley Cooper         | Alex Olmedo Barry MacKay Malcolm Anderson Tony Trabert |
| 5 agosto  | German Championships 1962 Amburgo, Germania Singolare - Doppio                      | Rod Laver 8-6 7-5 6-4                         | Manuel Santana                |                                |                                                        |
| 5 agosto  | German Championships 1962 Amburgo, Germania Singolare - Doppio                      | Bob Hewitt Marty Mulligan 3-6 3-6 6-4 6-2 6-4 | John Newcombe Ken Fletcher    |                                |                                                        |
| 5 agosto  | Cavalier Tennis 1962 Virginia Beach, USA Singolare - Doppio                         | Ron Holmberg 6-1 7-9 6-1                      | Bob Perry                     |                                |                                                        |
| 5 agosto  | Cavalier Tennis 1962 Virginia Beach, USA Singolare - Doppio                         |                                               |                               |                                |                                                        |
| 9 agosto  | Pescara Pro Championships 1962 Pescara, Italia Singolare                            | Pancho Segura 6-2 6-4                         | Luis Ayala                    | Barry MacKay Lew Hoad          |                                                        |
| 12 agosto | Cava dei Tirreni Pro Championships 1962 Napoli, Italia Singolare - Doppio           | Pancho Segura 6-3 6-3                         | Malcolm Anderson              | Alex Olmedo Ashley Cooper      | Luis Ayala Tony Trabert Barry MacKay Lew Hoad          |
| 12 agosto | Cava dei Tirreni Pro Championships 1962 Napoli, Italia Singolare - Doppio           | Malcolm Anderson Tony Trabert 1-6 6-3 6-3     | Lew Hoad Pancho Segura        | Alex Olmedo Ashley Cooper      | Luis Ayala Tony Trabert Barry MacKay Lew Hoad          |
| 12 agosto | Austrian International Championships 1962 Kitzbühel, Austria Singolare - Doppio     | Christian Kuhnke 6-1 6-3 6-4                  | Pierre Darmon                 |                                |                                                        |
| 12 agosto | Austrian International Championships 1962 Kitzbühel, Austria Singolare - Doppio     |                                               |                               |                                |                                                        |
| 12 agosto | Canadian Championships 1962 Québec, Canada Singolare - Doppio                       | Juan Manuel Couder 6-3 6-1 6-2                | Sean Frost                    |                                |                                                        |
| 12 agosto | Canadian Championships 1962 Québec, Canada Singolare - Doppio                       | William Hoogs Jim McManus 6-1 3-6 10-8 6-2    | Rodney Mandelstam Don Russell |                                |                                                        |
| 12 agosto | Eastern Grass Court Championships 1962 South Orange, USA Singolare - Doppio         | Fred Stolle 8-6 141-6 6-3 6-4                 | Donald Dell                   |                                |                                                        |
| 12 agosto | Eastern Grass Court Championships 1962 South Orange, USA Singolare - Doppio         |                                               |                               |                                |                                                        |
| 12 agosto | Southampton Invitation 1962 Southampton, USA Singolare - Doppio                     | Fred Stolle 7-5 6-2 8-6                       | Whitney Reed                  |                                |                                                        |
| 12 agosto | Southampton Invitation 1962 Southampton, USA Singolare - Doppio                     |                                               |                               |                                |                                                        |
| 13 agosto | Bavarian Championships 1962 Monaco di Baviera, Germania Singolare - Doppio          | Edison Mandarino 1-6 6-3 6-2 6-4              | Manuel Santana                |                                |                                                        |
| 13 agosto | Bavarian Championships 1962 Monaco di Baviera, Germania Singolare - Doppio          |                                               |                               |                                |                                                        |
| 13 agosto | Torneo di Ostenda 1962 Ostenda, Belgio Singolare - Doppio                           | Ken Fletcher 6-2 6-3 9-7                      | Lyo Pimental                  |                                |                                                        |
| 13 agosto | Torneo di Ostenda 1962 Ostenda, Belgio Singolare - Doppio                           |                                               |                               |                                |                                                        |
| 13 agosto | Torneo di Viareggio 1962 Viareggio, Italia Singolare - Doppio                       | Roy Emerson 7-5 6-3 6-2                       | Orlando Sirola                |                                |                                                        |
| 13 agosto | Torneo di Viareggio 1962 Viareggio, Italia Singolare - Doppio                       |                                               |                               |                                |                                                        |
| 15 agosto | Cannes Pro Championships 1962 Cannes, Francia Singolare - Doppio                    | Pancho Segura 6-4 8-6 6-3                     | Lew Hoad                      | Barry MacKay Alex Olmedo       | Ashley Cooper Malcolm Anderson Luis Ayala Tony Trabert |
| 15 agosto | Cannes Pro Championships 1962 Cannes, Francia Singolare - Doppio                    | Tony Trabert Luis Ayala 4-6 4-6 6-4 6-4 6-4   | Mike Davies Lew Hoad          | Barry MacKay Alex Olmedo       | Ashley Cooper Malcolm Anderson Luis Ayala Tony Trabert |
| 18 agosto | Venice Pro Championships 1962 Venezia, Italia Singolare                             | Tony Trabert 7-5 7-5                          | Mike Davies                   | Lew Hoad Barry MacKay          |                                                        |
| 19 agosto | Budapest Pro Championships 1962 Budapest, Ungheria Terra rossa Singolare            | Butch Buchholz 3-6 6-3 6-2                    | Ken Rosewall                  | Pancho Segura Malcolm Anderson |                                                        |
| 19 agosto | Brumana International 1962 Brummana, Libano Singolare - Doppio                      | Roy Emerson 6-2 6-3 0-6 6-3                   | Neale Fraser                  |                                |                                                        |
| 19 agosto | Brumana International 1962 Brummana, Libano Singolare - Doppio                      |                                               |                               |                                |                                                        |
| 19 agosto | Belgium International Championships 1962 Knokke-le-Zoute, Belgio Singolare - Doppio | Carlos Fernandes 6-2 0-6 6-3                  | Manuel Santana                |                                |                                                        |
| 19 agosto | Belgium International Championships 1962 Knokke-le-Zoute, Belgio Singolare - Doppio |                                               |                               |                                |                                                        |
| 19 agosto | Moscow International Indoor Championships 1962 Mosca, URSS Singolare - Doppio       | Frank Froehling 3-6 6-2 6-2 4-6 7-5           | John Newcombe                 |                                |                                                        |
| 19 agosto | Moscow International Indoor Championships 1962 Mosca, URSS Singolare - Doppio       |                                               |                               |                                |                                                        |
| 19 agosto | Newport Casino Trophy 1962 Newport, USA Singolare - Doppio                          | Chuck McKinley 6-4 6-4 6-4                    | Gene Scott                    |                                |                                                        |
| 19 agosto | Newport Casino Trophy 1962 Newport, USA Singolare - Doppio                          |                                               |                               |                                |                                                        |
| 19 agosto | St Moritz Palace Hotel 1962 Sankt Moritz, Svizzera Singolare - Doppio               | Jean-Claude Barclay 6-1 6-2                   | Harald Eischenbroich          |                                |                                                        |
| 19 agosto | St Moritz Palace Hotel 1962 Sankt Moritz, Svizzera Singolare - Doppio               |                                               |                               |                                |                                                        |
| 21 agosto | St Moritz Suvretta 1962 Sankt Moritz, Svizzera Singolare - Doppio                   | Jaroslav Drobný 11-9 7-5                      | Roger Becker                  |                                |                                                        |
| 21 agosto | St Moritz Suvretta 1962 Sankt Moritz, Svizzera Singolare - Doppio                   |                                               |                               |                                |                                                        |
| 26 agosto | Torneo di Exmouth 1962 Exmouth, Gran Bretagna Singolare - Doppio                    | Jaroslav Drobný 8-6 6-4                       | Roger Becker                  |                                |                                                        |
| 26 agosto | Torneo di Exmouth 1962 Exmouth, Gran Bretagna Singolare - Doppio                    |                                               |                               |                                |                                                        |
| 26 agosto | St Moritz Suvretta 2 1962 St Moritz, Svizzera Singolare - Doppio                    | John Sharpe 6-3 2-6 8-6                       | Jim Shepherd                  |                                |                                                        |
| 26 agosto | St Moritz Suvretta 2 1962 St Moritz, Svizzera Singolare - Doppio                    |                                               |                               |                                |                                                        |
| 26 agosto | Torneo di Vigo 1962 Vigo, Spagna Singolare - Doppio                                 | Martin Mulligan 6-4 7-9 6-0 1-6 6-4           | Manuel Santana                |                                |                                                        |
| 26 agosto | Torneo di Vigo 1962 Vigo, Spagna Singolare - Doppio                                 |                                               |                               |                                |                                                        |
| 27 agosto | Istanbul International Championships 1962 Istanbul, Turchia Singolare - Doppio      | Roy Emerson 3-6 6-0 6-3 6-3                   | Neale Fraser                  |                                |                                                        |
| 27 agosto | Istanbul International Championships 1962 Istanbul, Turchia Singolare - Doppio      |                                               |                               |                                |                                                        |

### Settembre
| Settimana    | Torneo                                                                                       | Vincitore                                          | Finalista                         | Semifinalisti                  | Eliminati ai quarti                                     |
| ------------ | -------------------------------------------------------------------------------------------- | -------------------------------------------------- | --------------------------------- | ------------------------------ | ------------------------------------------------------- |
| 1º settembre | Slazenger Pro Championships 1962 Eastbourne, Gran Bretagna Singolare - Doppio                | George Worthington 6-3 6-2 3-6 8-6                 | Mike Davies                       |                                |                                                         |
| 1º settembre | Slazenger Pro Championships 1962 Eastbourne, Gran Bretagna Singolare - Doppio                | Mike Davies Kurt Nielsen 3-6 4-6 6-4 7-5 9-7       | Peter Cawthorn A. Schroder        |                                |                                                         |
| 1º settembre | Torneo di Budleigh Salterton 1962 Budleigh Salterton, Gran Bretagna Singolare - Doppio       | Jaroslav Drobný 6-4 0-6 6-2                        | Mark Cox                          |                                |                                                         |
| 1º settembre | Torneo di Budleigh Salterton 1962 Budleigh Salterton, Gran Bretagna Singolare - Doppio       |                                                    |                                   |                                |                                                         |
| 2 settembre  | Sydney Metropolitan Hard Court Championships 1962 Sydney, Australia Singolare - Doppio       | Robert Brien 6-3 6-2                               | Tony Roche                        |                                |                                                         |
| 2 settembre  | Sydney Metropolitan Hard Court Championships 1962 Sydney, Australia Singolare - Doppio       |                                                    |                                   |                                |                                                         |
| 2 settembre  | Geneva Gold Trophy 1962 Ginevra, Svizzera Terra rossa Singolare - Doppio                     | Ken Rosewall 6-3 7-5                               | Lew Hoad                          | Andrés Gimeno Pancho Segura    | Ashley Cooper Alex Olmedo Butch Buchholz Robert Haillet |
| 2 settembre  | Geneva Gold Trophy 1962 Ginevra, Svizzera Terra rossa Singolare - Doppio                     | Ken Rosewall Luis Ayala 6-3 6-2                    | Ashley Cooper Malcolm Anderson    | Andrés Gimeno Pancho Segura    | Ashley Cooper Alex Olmedo Butch Buchholz Robert Haillet |
| 5 settembre  | Italian Closed Pro Championships 1962 Albissola, Italia Singolare - Doppio                   | Ferucco Bonetti 6-2 6-4 6-0                        | Rolando Del Bello                 |                                |                                                         |
| 5 settembre  | Italian Closed Pro Championships 1962 Albissola, Italia Singolare - Doppio                   | Ferucco Bonetti Renato Gori 9-7 6-1 6-2            | Gianni Cucelli Marcello Del Bello |                                |                                                         |
| 9 settembre  | Zurich Pro Championships 1962 Zurigo, Svizzera Singolare - Doppio                            | Lew Hoad 6-2 6-3                                   | Pancho Segura                     | Andrés Gimeno Ken Rosewall     | Mike Davies Barry MacKay Luis Ayala Malcolm Anderson    |
| 9 settembre  | Zurich Pro Championships 1962 Zurigo, Svizzera Singolare - Doppio                            | Tony Trabert Robert Haillet 3-6 6-4 6-4            | Butch Buchholz Alex Olmedo        | Andrés Gimeno Ken Rosewall     | Mike Davies Barry MacKay Luis Ayala Malcolm Anderson    |
| 10 settembre | U.S. National Championships 1962 New York, USA Erba Singolare - Doppio                       | Rod Laver 6-2 6-4 5-7 6-4                          | Roy Emerson                       |                                |                                                         |
| 10 settembre | U.S. National Championships 1962 New York, USA Erba Singolare - Doppio                       | Rafael Osuna Antonio Palafox 6-4 10-12 1-6 9-7 6-3 | Chuck McKinley Dennis Ralston     |                                |                                                         |
| 13 settembre | South of England Championships 1962 Eastbourne, Gran Bretagna Singolare - Doppio             | Roger Becker 4-6 6-2 6-4                           | Mark Cox                          |                                |                                                         |
| 13 settembre | South of England Championships 1962 Eastbourne, Gran Bretagna Singolare - Doppio             |                                                    |                                   |                                |                                                         |
| 16 settembre | French Pro Championships 1962 Parigi, Francia Terra rossa Singolare - Doppio                 | Ken Rosewall 3-6 6-2 7-5 6-2                       | Andrés Gimeno                     | Malcolm Anderson Ashley Cooper | Alex Olmedo Pancho Segura Mike Davies Butch Buchholz    |
| 16 settembre | French Pro Championships 1962 Parigi, Francia Terra rossa Singolare - Doppio                 | Ken Rosewall Lew Hoad 6-1 6-3 6-3                  | Ashley Cooper Malcolm Anderson    | Malcolm Anderson Ashley Cooper | Alex Olmedo Pancho Segura Mike Davies Butch Buchholz    |
| 17 settembre | Colonial Tennis Classic 1962 Fort Worth, USA Singolare - Doppio                              | Roy Emerson 4-6 6-3 6-2                            | Chuck McKinley                    |                                |                                                         |
| 17 settembre | Colonial Tennis Classic 1962 Fort Worth, USA Singolare - Doppio                              |                                                    |                                   |                                |                                                         |
| 22 settembre | London Pro Indoor Championships 1962 Londra, Gran Bretagna Parquet indoor Singolare - Doppio | Ken Rosewall 6-4 5-7 15-13 7-5                     | Lew Hoad                          | Butch Buchholz Pancho Segura   | Andrés Gimeno Tony Trabert Barry MacKay Ashley Cooper   |
| 22 settembre | London Pro Indoor Championships 1962 Londra, Gran Bretagna Parquet indoor Singolare - Doppio | Ken Rosewall Lew Hoad 6-2 6-3 6-3                  | Alex Olmedo Pancho Segura         | Butch Buchholz Pancho Segura   | Andrés Gimeno Tony Trabert Barry MacKay Ashley Cooper   |
| 23 settembre | German Pro National Championships 1962 Monaco di Baviera, Germania Singolare - Doppio        | Arthur Schroeder 6-3 6-3 6-3                       | Fritz Sehmrau                     |                                |                                                         |
| 23 settembre | German Pro National Championships 1962 Monaco di Baviera, Germania Singolare - Doppio        |                                                    |                                   |                                |                                                         |
| 24 settembre | Pacific Southwest Championships 1962 Los Angeles, USA Singolare - Doppio                     | Roy Emerson 1-6-14 6-3                             | Rod Laver                         |                                |                                                         |
| 24 settembre | Pacific Southwest Championships 1962 Los Angeles, USA Singolare - Doppio                     |                                                    |                                   |                                |                                                         |
| 29 settembre | Milan Pro Championships 1962 Milano, Italia Singolare - Doppio                               | Ken Rosewall 6-3 6-2 6-2                           | Andrés Gimeno Tony Trabert        | Pancho Segura Tony Trabert     | Butch Buchholz Barry MacKay Mike Davies Alex Olmedo     |
| 29 settembre | Milan Pro Championships 1962 Milano, Italia Singolare - Doppio                               | Ken Rosewall Lew Hoad 6-3 6-1 6-1                  | Ashley Cooper Malcolm Anderson    | Pancho Segura Tony Trabert     | Butch Buchholz Barry MacKay Mike Davies Alex Olmedo     |
| 30 settembre | Pacific Coast Championships 1962 Berkeley, USA Singolare - Doppio                            | Jan-Erik Lundquist 3-6 6-1 6-3 6-4                 | Dennis Ralston                    |                                |                                                         |
| 30 settembre | Pacific Coast Championships 1962 Berkeley, USA Singolare - Doppio                            |                                                    |                                   |                                |                                                         |

### Ottobre
| Settimana  | Torneo                                                                                    | Vincitore                              | Finalista                   | Semifinalisti                   | Eliminati ai quarti                                 |
| ---------- | ----------------------------------------------------------------------------------------- | -------------------------------------- | --------------------------- | ------------------------------- | --------------------------------------------------- |
| 1º ottobre | ACT Championships 1962 Canberra, Australia Singolare - Doppio                             | Geoff Pollard 1-6 6-1 6-1              | Patrick Callaghan           |                                 |                                                     |
| 1º ottobre | ACT Championships 1962 Canberra, Australia Singolare - Doppio                             |                                        |                             |                                 |                                                     |
| 1º ottobre | Campionati italiani assoluti di tennis 1962 Torino, Italia Singolare - Doppio             | Fausto Gardini 6-2 6-4 4-6 7-5         | Nicola Pietrangeli          |                                 |                                                     |
| 1º ottobre | Campionati italiani assoluti di tennis 1962 Torino, Italia Singolare - Doppio             |                                        |                             |                                 |                                                     |
| 1º ottobre | Bologna Pro Championships 1962 Bologna, Italia Singolare - Doppio                         | Malcolm Anderson 8-6 6-3               | Lew Hoad                    | Andrés Gimeno Ken Rosewall      | Butch Buchholz Luis Ayala                           |
| 1º ottobre | Bologna Pro Championships 1962 Bologna, Italia Singolare - Doppio                         | Ken Rosewall Lew Hoad 4-6 6-1 6-4      | Luis Ayala Andrés Gimeno    | Andrés Gimeno Ken Rosewall      | Butch Buchholz Luis Ayala                           |
| 7 ottobre  | South Coast Championships 1962 Southport, Australia Singolare - Doppio                    | Ken Fletcher 4-6 6-1 6-3               | Neil Gibson                 |                                 |                                                     |
| 7 ottobre  | South Coast Championships 1962 Southport, Australia Singolare - Doppio                    |                                        |                             |                                 |                                                     |
| 7 ottobre  | Swiss Closed Pro Championships 1962 Lugano, Svizzera Singolare - Doppio                   | E. Balestra 6-2 6-1 6-1                | J. Brechbuhl                |                                 |                                                     |
| 7 ottobre  | Swiss Closed Pro Championships 1962 Lugano, Svizzera Singolare - Doppio                   |                                        |                             |                                 |                                                     |
| 7 ottobre  | French Pro Closed Championships 1962 Parigi, Francia Singolare - Doppio                   | G. Deniau 2-6 6-1 9-7 6-4              | Paul Remy                   |                                 |                                                     |
| 7 ottobre  | French Pro Closed Championships 1962 Parigi, Francia Singolare - Doppio                   | Jean-Claude Molinari Paul Remy 6-4 6-1 | Colin Deniau                |                                 |                                                     |
| 7 ottobre  | USPLTA Championships 1962 Washington, USA Singolare - Doppio                              | Bernard Tut Bartzen 6-3 6-2 6-0        | Sam Giammalva               |                                 |                                                     |
| 7 ottobre  | USPLTA Championships 1962 Washington, USA Singolare - Doppio                              | F. Bollinger H. Hurlimann 12-10 11-9   | Sam Giammalva Gene Garrett  |                                 |                                                     |
| 12 ottobre | Swedish Pro Championships 1962 Malmö/Göteborg/Stoccolma, Svezia Indoor Singolare - Doppio | Ken Rosewall 3-6 6-2 7-5               | Andrés Gimeno               | Ashley Cooper Lew Hoad          | Alex Olmedo Pancho Segura Barry MacKay Tony Trabert |
| 12 ottobre | Swedish Pro Championships 1962 Malmö/Göteborg/Stoccolma, Svezia Indoor Singolare - Doppio | Ken Rosewall Lew Hoad 2-6 6-3 6-2      | Butch Buchholz Tony Trabert | Ashley Cooper Lew Hoad          | Alex Olmedo Pancho Segura Barry MacKay Tony Trabert |
| 14 ottobre | Glen Iris Invitational 1962 Melbourne, Australia Singolare - Doppio                       | John Fraser 4-6 6-2 6-4                | Will Coghlan                |                                 |                                                     |
| 14 ottobre | Glen Iris Invitational 1962 Melbourne, Australia Singolare - Doppio                       |                                        |                             |                                 |                                                     |
| 14 ottobre | Sydney Metropolitan Grass Court Championships 1962 Sydney, Australia Singolare - Doppio   | Fred Stolle 7-5 6-2                    | Bob Hewitt                  |                                 |                                                     |
| 14 ottobre | Sydney Metropolitan Grass Court Championships 1962 Sydney, Australia Singolare - Doppio   |                                        |                             |                                 |                                                     |
| 14 ottobre | Queensland Hard Court Championships 1962 Warwick, Australia Singolare - Doppio            | Rod Laver 8-6 6-3                      | Ken Fletcher                |                                 |                                                     |
| 14 ottobre | Queensland Hard Court Championships 1962 Warwick, Australia Singolare - Doppio            |                                        |                             |                                 |                                                     |
| 20 ottobre | Moroccan International Championships 1962 Casablanca, Marocco Singolare - Doppio          | István Gulyás 10-8 6-4 6-2             | Inge Buding                 |                                 |                                                     |
| 20 ottobre | Moroccan International Championships 1962 Casablanca, Marocco Singolare - Doppio          |                                        |                             |                                 |                                                     |
| 21 ottobre | Rhodesian Pro Championships 1962 Salisbury, Rhodesia Cemento Singolare - Doppio           | Butch Buchholz 6-4 5-7 6-3             | Tony Trabert                | Barry MacKay Alex Olmedo        | Malcolm Anderson Lew Hoad Mike Davies Luis Ayala    |
| 21 ottobre | Rhodesian Pro Championships 1962 Salisbury, Rhodesia Cemento Singolare - Doppio           | Tony Trabert Mike Davies 0-6 6-2 7-5   | Malcolm Anderson Lew Hoad   | Barry MacKay Alex Olmedo        | Malcolm Anderson Lew Hoad Mike Davies Luis Ayala    |
| 23 ottobre | Australian Hard Court Championships 1962 Sydney, Australia Singolare - Doppio             | Rod Laver 6-2 2-6 6-4 4-6 8-6          | Fred Stolle                 |                                 |                                                     |
| 23 ottobre | Australian Hard Court Championships 1962 Sydney, Australia Singolare - Doppio             |                                        |                             |                                 |                                                     |
| 27 ottobre | South African Pro Championships 1962 Johannesburg, Sudafrica Cemento Singolare - Doppio   | Tony Trabert 7-5 6-4 3-6 2-6 6-3       | Lew Hoad                    | Malcolm Anderson Butch Buchholz | Luis Ayala Barry MacKay Alex Olmedo Mike Davies     |
| 27 ottobre | South African Pro Championships 1962 Johannesburg, Sudafrica Cemento Singolare - Doppio   | Tony Trabert Mike Davies 6-4 3-6 6-4   | Luis Ayala Alex Olmedo      | Malcolm Anderson Butch Buchholz | Luis Ayala Barry MacKay Alex Olmedo Mike Davies     |
| 28 ottobre | Perth Spring Tournament 1962 Perth, Australia Singolare - Doppio                          | Rob Kilderry 8-10 6-2 5-7 7-5 7-5      | Brian C. Bowman             |                                 |                                                     |
| 28 ottobre | Perth Spring Tournament 1962 Perth, Australia Singolare - Doppio                          |                                        |                             |                                 |                                                     |
| 28 ottobre | Southwestern Championships 1962 Phoenix, USA Singolare - Doppio                           | Dennis Ralston 7-5 6-2                 | William Lenoir              |                                 |                                                     |
| 28 ottobre | Southwestern Championships 1962 Phoenix, USA Singolare - Doppio                           |                                        |                             |                                 |                                                     |
| 29 ottobre | Argentina International Championships 1962 Buenos Aires, Argentina Singolare - Doppio     | Mike Sangster 6-2 6-4 9-7              | Chuck McKinley              |                                 |                                                     |
| 29 ottobre | Argentina International Championships 1962 Buenos Aires, Argentina Singolare - Doppio     |                                        |                             |                                 |                                                     |

### Novembre
| Settimana   | Torneo                                                                                  | Vincitore                       | Finalista      | Semifinalisti | Eliminati ai quarti |
| ----------- | --------------------------------------------------------------------------------------- | ------------------------------- | -------------- | ------------- | ------------------- |
| 4 novembre  | Carlyon Bay Indoors 1962 St Austell, Gran Bretagna Singolare - Doppio                   | Bobby Wilson 6-4 3-6 6-2        | Andrzej Licis  |               |                     |
| 4 novembre  | Carlyon Bay Indoors 1962 St Austell, Gran Bretagna Singolare - Doppio                   |                                 |                |               |                     |
| 8 novembre  | Queensland Championships 1962 Brisbane, Australia Singolare - Doppio                    | Bob Hewitt 1-6 6-3 6-4 1-6 7-5  | Rod Laver      |               |                     |
| 8 novembre  | Queensland Championships 1962 Brisbane, Australia Singolare - Doppio                    |                                 |                |               |                     |
| 10 novembre | Western Australian Championships 1962 Perth, Australia Singolare - Doppio               | Bob Hewitt 6-4 6-3 5-7 4-6 11-9 | Neale Fraser   |               |                     |
| 10 novembre | Western Australian Championships 1962 Perth, Australia Singolare - Doppio               |                                 |                |               |                     |
| 10 novembre | Palace Hotel Covered Court Championships 1962 Torquay, Gran Bretagna Singolare - Doppio | Bobby Wilson 6-3 6-2            | Tony Pickard   |               |                     |
| 10 novembre | Palace Hotel Covered Court Championships 1962 Torquay, Gran Bretagna Singolare - Doppio |                                 |                |               |                     |
| 12 novembre | Florida Closed Championships 1962 Delray Beach, USA Singolare - Doppio                  | Michael Belkin 9-7 6-4          | Gardnar Mulloy |               |                     |
| 12 novembre | Florida Closed Championships 1962 Delray Beach, USA Singolare - Doppio                  |                                 |                |               |                     |
| 13 novembre | Golden Andes Tournament 1962 Mendoza, Argentina Singolare - Doppio                      | Nicola Pietrangeli              | Whitney Reed   |               |                     |
| 13 novembre | Golden Andes Tournament 1962 Mendoza, Argentina Singolare - Doppio                      |                                 |                |               |                     |
| 17 novembre | South Australian Championships 1962 Adelaide, Australia Singolare - Doppio              | Roy Emerson 6-4 6-2 6-2         | John Newcombe  |               |                     |
| 17 novembre | South Australian Championships 1962 Adelaide, Australia Singolare - Doppio              |                                 |                |               |                     |
| 18 novembre | Charlie Farrell Invitation 1962 Palm Springs, USA Singolare - Doppio                    | Dennis Ralston 6-0 2-6?         | Arthur Ashe    |               |                     |
| 18 novembre | Charlie Farrell Invitation 1962 Palm Springs, USA Singolare - Doppio                    |                                 |                |               |                     |
| 19 novembre | Chilean International Championships 1962 Santiago, Cile Singolare - Doppio              | Pierre Darmon 7-5 6-0 6-4       | Whitney Reed   |               |                     |
| 19 novembre | Chilean International Championships 1962 Santiago, Cile Singolare - Doppio              |                                 |                |               |                     |
| 26 novembre | Tucson Invitational 1962 Tucson, USA Singolare - Doppio                                 | Allen Fox 6-3 6-3               | William Lenoir |               |                     |
| 26 novembre | Tucson Invitational 1962 Tucson, USA Singolare - Doppio                                 |                                 |                |               |                     |

### Dicembre
| Settimana   | Torneo                                                                    | Vincitore                             | Finalista                              | Semifinalisti | Eliminati ai quarti |
| ----------- | ------------------------------------------------------------------------- | ------------------------------------- | -------------------------------------- | ------------- | ------------------- |
| Dicembre    | Balboa Bay Club Invitational 1962 Newport Beach, USA Singolare - Doppio   | Allen Fox                             | Charlie Pasarell                       |               |                     |
| Dicembre    | Balboa Bay Club Invitational 1962 Newport Beach, USA Singolare - Doppio   |                                       |                                        |               |                     |
| 1º dicembre | New South Wales Championships 1962 Sydney, Australia Singolare - Doppio   | Neale Fraser 6-4 7-5 3-6 4-6 6-3      | Ken Fletcher                           |               |                     |
| 1º dicembre | New South Wales Championships 1962 Sydney, Australia Singolare - Doppio   | Rod Laver Roy Emerson 3-6 6-2 6-4 6-4 | Fred Stolle Robert Anthony John Hewitt |               |                     |
| 2 dicembre  | Florida Pro Championships 1962 Hollywood, USA Singolare - Doppio          | Earl Baumgardner 8-10 6-4 5-4 ritiro  | Armando Vieira                         |               |                     |
| 2 dicembre  | Florida Pro Championships 1962 Hollywood, USA Singolare - Doppio          | Jack Arkinstall Jason Morton 7-5 6-4  | Albert Harum George Pero               |               |                     |
| 8 dicembre  | Danet Cup 1962 Parigi, Francia Singolare - Doppio                         | Jean-Claude Barclay 6-4 6-0 6-2       | Pierre Darmon                          |               |                     |
| 8 dicembre  | Danet Cup 1962 Parigi, Francia Singolare - Doppio                         |                                       |                                        |               |                     |
| 16 dicembre | Victorian Championships 1962 Melbourne, Australia Singolare - Doppio      | Rod Laver 3-6 9-7 6-1 6-8 6-0         | Neale Fraser                           |               |                     |
| 16 dicembre | Victorian Championships 1962 Melbourne, Australia Singolare - Doppio      | Bob Hewitt Fred Stolle 8-6 6-3 6-2    | Neale Fraser John Fraser               |               |                     |
| 30 dicembre | Royal South Yarra Tournament 1962 Melbourne, Australia Singolare - Doppio | John Fraser 8-6 9-7                   | John Stephens                          |               |                     |
| 30 dicembre | Royal South Yarra Tournament 1962 Melbourne, Australia Singolare - Doppio |                                       |                                        |               |                     |

## Pro tour
Nel corso dell'anno si giocarono diversi tornei che facevano parte dei pro tour: un insieme di tornei composti da pochi partecipanti: da 2, 4 o 6 giocatori in cui i migliori tennisti si sfidavano in scontri diretti in varie località. Il vincitore del tour era il tennista che aveva un vantaggio nei testa a testa con gli altri giocatori.
| Data       | Località      | Nome del tour             | Partecipanti                                                                    |
| ---------- | ------------- | ------------------------- | ------------------------------------------------------------------------------- |
| marzo 1962 | Nuova Zelanda | New Zealand Pro Tour 1962 | 1) Ken Rosewall 4–1 2) Andrés Gimeno 3–2 3) Frank Sedgman 2–3 4) Luis Ayala 1–4 |
| marzo 1962 | Australia     | Australian Pro Tour 1962  | 1) Butch Buchholz 2) Malcolm Anderson 3) Ashley Cooper 4) Barry MacKay          |